# Czubek (osada)
Czubek – osada w Polsce, w województwie pomorskim, w powiecie starogardzkim, w gminie Kaliska.
Do 2023 miejscowość była częścią wsi Czarne.
Miejscowość wchodzi w skład wsi sołeckiej Czarne.
Osada Czubek jest położona w zakolu rzeki Wdy na terenie gminy Kaliska. Jest to jedyna osada o takiej nazwie w Polsce, choć istnieją wsie o nazwach zbliżonych, jak np. Czubówka, Czubkówka, Czubice. Nazwę swoją zawdzięcza prawdopodobnie dzięki swojemu położeniu na końcu cypla lądu, okolonego przez rzekę.
Czubek ze względu na swoje położenie jest jednym z etapów, licznych krajowych jak i międzynarodowych spływów kajakowych, szlakiem rzeki Wdy.
Osadę Czubek stanowią obecnie zabudowania dawnej leśniczówki, sprzedanej prywatnej rodzinie oraz wybudowany w 1999 roku przez Nadleśnictwo Lubichowo nowy budynek mieszkalny, zamieszkiwany przez pracownika Nadleśnictwa wraz z rodziną.
W dniu 1 stycznia 1955, na podstawie ustawy o reformie podziału administracyjnego, Czubek jako osada należąca do sołectwa Czarne, znalazła się w nowo utworzonej gromadzie Huta Kalna. W roku 1961 dokonano korekty granic administracyjnych niektórych gromad, likwidując te mniejsze i słabsze, a ich tereny włączając do gromad sąsiednich. Wtedy to zlikwidowano m.in. gromadę Huta Kalna, a osada Czubek wraz z sołectwem Czarne, zostały włączone do gromady Kaliska.
W latach 1975–1998 miejscowość administracyjnie należała do województwa gdańskiego.
Według stanu na koniec 2007 roku, osada liczyła 6 mieszkańców zameldowanych na pobyt stały.